# Wahlstatistikgesetz
Das Wahlstatistikgesetz (WStatG) ist in Deutschland die Rechtsgrundlage für die statistische Auswertung von Bundestagswahlen und Europawahlen.
Das WStatG unterscheidet zwischen der „allgemeinen Wahlstatistik“ und der „repräsentativen Wahlstatistik“. Die „allgemeine Wahlstatistik“ ist unter Wahrung des Wahlgeheimnisses durchzuführen, die Auswertung ist zu veröffentlichen (§ 1 WStatG). Ebenfalls unter Wahrung des Wahlgeheimnisses ist aus dem Ergebnis der „allgemeinen Wahlstatistik“ nach im Gesetz festgelegten Erhebungs- und Hilfsmerkmalen die „repräsentative Wahlstatistik“ anhand von Stichprobenwahlbezirken zu erstellen. Die Veröffentlichung der Ergebnisse der „repräsentativen Wahlstatistik“ unterliegt den in § 8 WStatG formulierten Beschränkungen. Im Übrigen nimmt das WStatG Regelungen über Zuständigkeiten bei Durchführung und Veröffentlichung der Wahlstatistik vor. 